# Zamek Sitno
Zamek Sitno – dawny zamek obronny wzniesiony na wysokości ok. 840 m n.p.m. na wschodnim zboczu góry Sitno w Górach Szczawnickich na Słowacji. Leży na terenie gminy Ilija w powiecie Bańska Szczawnica (Kraj bańskobystrzycki).
Zamek powstał zapewne już w II połowie XIII w. jako jedna z systemu warowni królewskich, wznoszonych po najazdach tatarskich. W pierwszej połowie XVI w. należał najprawdopodobniej do królewskiej komory górniczej. Pierwsze wzmianki pisemne o nim pochodzą jednak dopiero z 1548 r., gdy zdobyły go królewskie wojska i odebrały władającemu nim rycerzowi rozbójnikowi Melchiorowi Balassy’emu (słow. Melicher Balaš). Po wygnaniu Balassy’ego zamek dostał we władanie Ján Kružic, ówczesny dowódca królewskiej załogi w Krupinie, który równocześnie trzymał zamek Čabraď. W 1629 r. król Ferdynand II przekazał „państwa” Sitno i Čabraď Piotrowi Kohary’emu jako dowód wdzięczności za jego zasługi w wojnach z Turkami. Sitno było wówczas siedzibą „państwa” feudalnego, do którego należało siedem wsi. Następnie należało ono do Koburgów.
Zamek strzegł dostępu od południa do Bańskiej Szczawnicy i innych królewskich miast górniczych. Przebudowany i znacznie umocniony w latach 1548–1552 stał się ważnym ogniwem obrony przed zagrożeniem tureckim. Po wybuchu antyhabsburskiego powstania Rakoczego w 1703 r. obsadziły go powstańcze wojska, które w 1711 r. zniszczyły go zupełnie w trakcie opuszczania. Dziś pozostaje w stanie zupełnej ruiny.
Zamek jest łatwo dostępny kilkoma szlakami turystycznymi z okolicznych miejscowości. Biegnie przezeń również ścieżka dydaktyczna im. Andreja Kmeťa z Prenčova aż na szczyt Sitna. Prawie do podnóży zamku można dojechać samochodem (boczną drogą z szosy między Bańską Szczawnicą a miejscowością Svätý Anton).